# Jeremy Davidson
Pour les articles homonymes, voir Davidson.

a Compétitions nationales et continentales officielles uniquement.

b Matchs officiels uniquement.
Dernière mise à jour le 20 février 2023.
Jeremy Davidson, né le 28 avril 1974 à Belfast, est un joueur international irlandais de rugby à XV évoluant au poste de deuxième ligne. Il dispute notamment la Coupe du monde 1999.
Il se reconvertit ensuite en tant qu'entraîneur au sein de divers clubs en Irlande et en France.

## Biographie

### Carrière de joueur
Il commence sa carrière professionnelle avec la province de l'Ulster avec qui il dispute deux éditions de la coupe d'Europe.
Il a disputé son premier test match international avec l'Irlande, le 18 novembre 1995 contre l'équipe des Fidji. Il a disputé trois test matchs avec les Lions britanniques, en 1997 en Afrique du Sud.
Il est le premier capitaine étranger du Castres olympique avec lequel il atteint les quarts de finale du Championnat en 1999. Il joue moins par la suite et est absent de son équipe, invaincue jusque là qui atteint la finale du challenge européen, défait par la Section paloise 34-21 au stade des sept deniers.
Davidson a disputé trois matchs de la Coupe du monde 1999.
La saison suivante, le CO se qualifie pour la Coupe d’Europe en tant que meilleur battu des quarts de finales. Jeremy Davidson ne joue pas non plus la demi-finales du Championnat et retourne à l'Ulster en fin de saison.
En 2003, il doit brutalement arrêter sa carrière sportive en raison d'une blessure des ligaments croisés. Il a reçu en 2006 le IRUPA rugby player award récompensant les légendes du rugby irlandais.

### Reconversion en tant qu'entraîneur
Après sa carrière de joueur, il prend les rênes de son club d'origine, Dungannon RFC, puis après quatre ans, prend la direction de Castres, où il a évolué en tant que joueur. Il est entraîneur des avants de 2007 à 2009 au côté d'Ugo Mola d'avril à décembre 2007 puis auprès d'Alain Gaillard. En 2009, il devient entraîneur des avants de l'Ulster auprès du nouvel entraîneur Brian McLaughin.

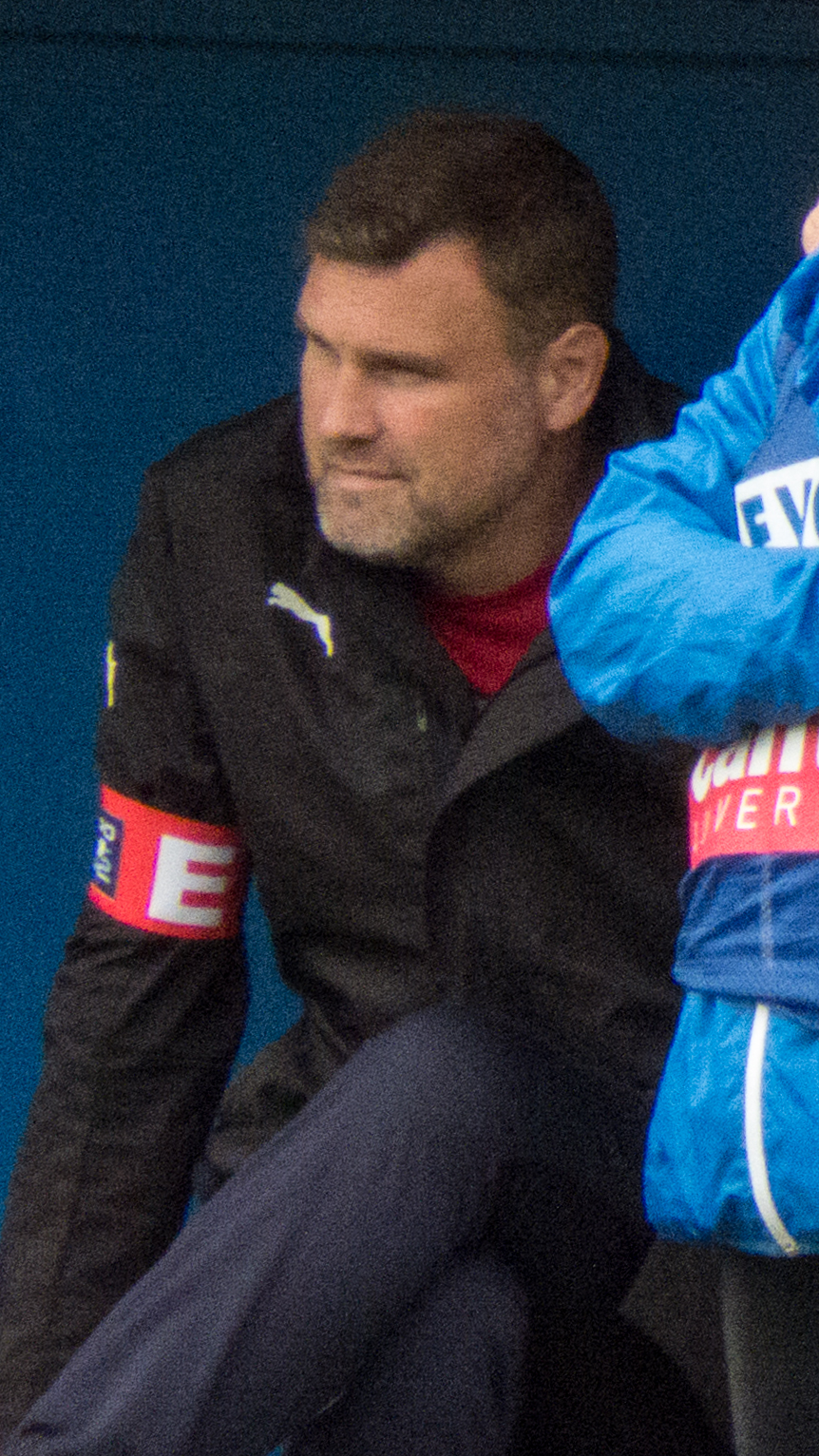
Jeremy Davidson entraîne le Stade aurillacois de 2011 à 2017.

En 2011, il devient le nouvel entraîneur du Stade aurillacois Cantal Auvergne en Pro D2 aux côtés de Thierry Peuchlestrade. En 2013, le club termine 5e de Pro D2 et participe donc aux phases finales, mais il est éliminé en demi-finale face au CA Brive. Il revient en phase finale en 2016, en terminant 3e de la phase régulière, et accède à la finale d'accession au Top 14 contre l'Aviron bayonnais au Stade Ernest-Wallon à Toulouse mais s'incline 21 à 16 face aux basques.
En 2017, Jeremy Davidson quitte le Cantal pour rejoindre l'Union Bordeaux Bègles en tant qu'entraîneur des avants.
Le 7 mai 2018, il confirme son arrivée au poste de manager du CA Brive, fraîchement relégué en Pro D2. Il entraîne notamment aux côtés de Jean-Baptiste Péjoine, responsable du secteur offensif. Dès la première saison, il parvient à ramener le club en Top 14. En 2020, l'irlandais James Coughlan le rejoint comme entraîneur de la défense. En 2021, ce-dernier quitte l'encadrement tandis que deux anciens joueurs du club, Goderdzi Shvelidze et Arnaud Méla, font leur retour pour entraîner les avants. Le 15 octobre 2022, Jeremy Davidson est mis à pied à titre conservatoire après un début de championnat difficile avec notamment 3 défaites à domicile et 92 points encaissés lors des deux derniers matchs.
En septembre 2021, il intègre la 12e promotion 2021-2023 du DU Manager Général du CDES de Limoges.
Après un début de saison compliqué pour le CA Brive, le directoire du club met fin à leur collaboration avec le technicien irlandais après le match face à Toulouse le 15 octobre 2022. Il est temporairement remplacé par Arnaud Méla ancien capitaine du club et entraineur de la touche. Le 14 décembre, il quitte officiellement le club.
Le 20 février 2023, Pierre-Yves Revol, le président du Castres olympique, le nomme manager du CO, qui est 11e du Top 14 après la 18e journée, à la place de Pierre-Henry Broncan. Il maintient le CO en Top 14 en terminant à la 9e place, 57 points, 6 victoires pour 2 défaites en 8 matchs. Après une encourageante 7e place au classement du Top 14 en 2023-2024, il est acté dès l'automne qu'il quittera le club en 2025 et cédera le poste de manager à son adjoint Xavier Sadourny. En janvier 2025, il se met finalement en retrait et devient conseiller du président pour le développement sportif du club pour laisser la direction de l'équipe première à Sadourny.
Il signe un contrat de deux ans avec le Rugby club vannetais à l'intersaison 2025.

## Carrière d'entraîneur
| Saison      | Club                  | Division      | Poste   | Classement                                                        | Coupe d'Europe             | Challenge européen         |
| ----------- | --------------------- | ------------- | ------- | ----------------------------------------------------------------- | -------------------------- | -------------------------- |
| 2007 - 2008 | Castres olympique     | Top 14        | Avants  | 5e                                                                | -                          | Éliminé en quart-de-finale |
| 2008 - 2009 | Castres olympique     | Top 14        | Avants  | 12e                                                               | Éliminé en poule           | -                          |
| 2009 - 2010 | Ulster                | Celtic League | Avants  | 8e                                                                | Éliminé en poule           | -                          |
| 2010 - 2011 | Ulster                | Celtic League | Avants  | 3e, éliminé en demi-finale                                        | Éliminé en quart-de-finale | -                          |
| 2011 - 2012 | Stade aurillacois     | Pro D2        | Avants  | 13e                                                               | -                          | -                          |
| 2012 - 2013 | Stade aurillacois     | Pro D2        | Avants  | 5e, éliminé en demi-finale                                        | -                          | -                          |
| 2013 - 2014 | Stade aurillacois     | Pro D2        | Avants  | 11e                                                               | -                          | -                          |
| 2014 - 2015 | Stade aurillacois     | Pro D2        | Avants  | 6e                                                                | -                          | -                          |
| 2015 - 2016 | Stade aurillacois     | Pro D2        | Avants  | 3e, défaite en finale d'accession en Top 14                       | -                          | -                          |
| 2016 - 2017 | Stade aurillacois     | Pro D2        | Avants  | 8e                                                                | -                          | -                          |
| 2017 - 2018 | Union Bordeaux Bègles | Top 14        | Avants  | 10e                                                               | -                          | Éliminé en poule           |
| 2018 - 2019 | CA Brive              | Pro D2        | Manager | 1er, défaite en finale, victoire en barrage d'accession en Top 14 | -                          | -                          |
| 2019 - 2020 | CA Brive              | Top 14        | Manager | 11e (arrêt du championnat)                                        | -                          | Éliminé en poule           |
| 2020 - 2021 | CA Brive              | Top 14        | Manager | 11e                                                               | -                          | Éliminé en poule           |
| 2021 - 2022 | CA Brive              | Top 14        | Manager | 12e                                                               | -                          | Éliminé en poule           |

## Palmarès

### Joueur
Avec le Castres olympique
- Challenge européen :
  - Finaliste (1) : 2000 (ne joue pas la finale)

### Entraîneur
Avec Dungannon RFC
- Championnat d'Ulster :
  - Champion (1) : 2006
- Coupe d'Ulster :
  - Vainqueur (1) : 2007

Avec le Stade aurillacois
- Barrages d'accession en Top 14 :
  - Finaliste (1) : 2016[10]

Avec le CA Brive
- Championnat de France Pro D2 :
  - Finaliste (1) : 2019[11]

## Statistiques en équipe nationale
- 32 sélections
- Sélections par années : 1 en 1995, 6 en 1996, 8 en 1997, 3 en 1998, 11 en 1999, 4 en 2000, 2 en 2001
- Tournois des cinq/six nations disputés: 1996, 1997, 1998, 1999, 2000, 2001

- 3 sélections avec les Lions britanniques en 1997 en Afrique du Sud.